# 5007 Keay
5007 Keay (Provisorisk beteckning: 1990 UH2) är en asteroid i asteroidbältet, upptäckt 20 oktober 1990 av den australiensiske astronomen Robert H. McNaught vid Siding Spring-observatoriet i Australien. Asteroiden har fått sitt namn efter astronomen Colin Stewart Lindsay Keay.
Den tillhör asteroidgruppen Eunomia.